# المعمرية (المفرق)
المعمرية منطقة سكنية تقع في لواء قصبة المفرق، محافظة المفرق في الأردن. تنتمي المنطقة لقضاء إرحاب الذي يضم 26 منطقة. يقدر عدد سكانها بـ 1682 نسمة حسب إحصاء 2015.

## الوصلات الخارجية
- دائرة الاحصاءات العامة